# Boarmia gladstonei
Boarmia gladstonei is een vlinder uit de familie van de spanners (Geometridae). De wetenschappelijke naam van de soort is voor het eerst geldig gepubliceerd in 1922 door Louis Beethoven Prout.